# Absolute Fighting Championship
Absolute Fighting Championship（アブソリュート・ファイティング・チャンピオンシップ）はアメリカ合衆国の総合格闘技団体。2002年12月にアメリカン・トップチーム代表のダン・ランバートが創設。試合場にリングを使用し、NJSACB制定の共通ルールおよび修斗ルールの2種類を採用していた。略称、AFC。
旗揚げから第3回大会までは提携するHOOKnSHOOTのシリーズとして開催。2006年4月22日に開催した「Absolute Fighting Championships 16」で修斗世界ライトヘビー級（-83kg）タイトルマッチが開催された。2006年に活動停止し、2014年に活動再開。

## 認定王者
- エルメス・フランカ
- ジェイソン・マクドナルド
- ジェイミー・アルバレス
- デニス・ホールマン
- ホルヘ・マスヴィダル
- マイク・トーマス・ブラウン
- 横井宏考
- レイ・レメディオス